# العملات البلجيكية من الحرب العالمية الثانية
خلال الحرب العالمية الثانية، اضطرت الحكومة البلجيكية إلى سكّ عملات معدنية غير ضرورية للمجهود الحربي. لذلك، توقف سكّ العملات الفضية، وجرى سكّ العملات المعدنية باستخدام الزنك النقي.
في عام 1944، قبل وقت قصير من التحرير، قام الحلفاء بسك 25 مليون عملة معدنية بقيمة 2 فرنك في دار سك العملة في فيلادلفيا ، والتي طٌرِحَت للتداول بعد استعادة بلجيكا لاستقلالها.

## عملات المهنة

### فرنك واحد
تودوِلَت عملة الفرنك الواحد في بلجيكا منذ عام 1941.
كتابة بلجيكية-بلجيكية
| سنة  | ضرب النقود | ملحوظات |
| ---- | ---------- | ------- |
| 1941 | 16,000,000 |         |
| 1942 | 25,000,000 |         |
| 1943 | 28,000,000 |         |
| 1947 | 3,175,000  | نادر    |

كتابة بلجيكية بلجيكية
| سنة  | ضرب النقود | ملحوظات |
| ---- | ---------- | ------- |
| 1942 | 42,000,000 |         |
| 1943 | 28,000,000 |         |
| 1944 | 24,190,000 |         |
| 1945 | 15,930,000 |         |
| 1946 | 36,000,000 |         |
| 1947 | 3,000,000  | نادر    |

### خمسة فرنكات
سُكّت عملة الخمسة فرنكات بين عامي ١٩٤١ و١٩٤٧، أولًا من قِبل الألمان أثناء احتلال بلجيكا، ثم من قِبل الحكومة البلجيكية بعد نهاية الحرب العالمية الثانية. صُنعت هذه العملة من الزنك بنسبة ١٠٠٪، وكانت إصدارًا طارئًا.
| سنة  | ضرب النقود | ملحوظات |
| ---- | ---------- | ------- |
| 1941 | 15,200,000 |         |
| 1943 | 16,236,000 |         |
| 1943 |            | نادر    |
| 1944 | 1,868,000  | نادر    |
| 1945 | 3,200,000  | نادر    |
| 1946 | 8,452,000  | نادر    |
| 1947 | 3,100,000  | نادر    |

### خمسة سنتيمات
سُكّت عملة الخمسة سنتيمات بين عامي ١٩٤١ و١٩٤٣ خلال الاحتلال الألماني. صُنعت هذه العملة من الزنك بنسبة ١٠٠٪، وكانت إصدارًا طارئًا. يوجد أيضًا نوعان: السنتيم وحدة فرعية من الفرنك، وتساوي ١/١٠ من الفرنك.
كتابة بلجيكية-بلجيكية
| سنة  | ضرب النقود | ملحوظات |
| ---- | ---------- | ------- |
| 1941 | 10,000,000 |         |
| 1943 | 7,606,000  |         |

كتابة بلجيكية-بلجيكية
| سنة  | ضرب النقود | ملحوظات |
| ---- | ---------- | ------- |
| 1941 | 4,000,000  |         |
| 1942 | 18,430,000 |         |

### عسرة سنتيمات
سُكّت عملة العشرة سنتيمات بين عامي ١٩٤١ و١٩٤٦، أولًا من قِبل الألمان أثناء احتلال بلجيكا، ثم من قِبل الحكومة البلجيكية بعد انتهاء الحرب العالمية الثانية. صُنعت هذه العملة من الزنك بنسبة ١٠٠٪، وكانت إصدارًا طارئًا. كما يوجد نوعان مختلفان منها.
كتابة بلجيكية-بلجيكية
| سنة  | ضرب النقود | ملحوظات |
| ---- | ---------- | ------- |
| 1941 | 10,000,000 |         |
| 1942 | 17,000,000 |         |
| 1943 | 22,500,000 |         |
| 1945 |            | نادر    |
| 1946 | 10,370,000 | نادر    |

كتابة بلجيكية بلجيكية
| سنة  | ضرب النقود | ملحوظات |
| ---- | ---------- | ------- |
| 1941 | 7,000,000  |         |
| 1942 | 21,000,000 |         |
| 1943 | 22,000,000 |         |
| 1944 | 28,000,000 |         |
| 1945 | 8,000,000  |         |
| 1946 | 10,370,000 |         |

### خمسة وعشرون سنتيمًا
سُكّت عملة الـ 25 سنتيمًا بين عامي 1941 و1947، أولًا من قِبل الألمان أثناء الاحتلال، ثم من قِبل الحكومة البلجيكية بعد انتهاء الحرب العالمية الثانية . صُنعت العملة من الزنك بنسبة 100%، وكانت إصدارًا طارئًا. يوجد أيضًا نوعان مختلفان.
كتابة بلجيكية-بلجيكية
| سنة  | ضرب النقود | ملحوظات             |
| ---- | ---------- | ------------------- |
| 1941 |            | نادر                |
| 1942 | 14,400,000 |                     |
| 1943 | 21,600,000 |                     |
| 1945 |            | نادر                |
| 1946 | 21,428,000 |                     |
| 1947 | 300,000    | نادرة (غير متداولة) |

كتابة بلجيكية بلجيكية
| سنة  | ضرب النقود              | ملحوظات |
| ---- | ----------------------- | ------- |
| 1942 | 14,400,000              |         |
| 1943 | 21,600,000              |         |
| 1944 | 25,960,000              |         |
| 1945 | 8,200,000               |         |
| 1946 | 11,652,000              |         |
| 1947 | 316,000 (تقديرات الضرب) | نادر    |

## عملة التحرير

### فرنكان
سُكّت عملة الفرنكين من قِبل الولايات المتحدة عام ١٩٤٤ استعدادًا لتحرير بلجيكا من قِبل الحلفاء . كانت هذه العملة إصدارًا احتلاليًا للحلفاء ، وسُكّت في دار سك النقود في فيلادلفيا باستخدام القطع المعدنية الفارغة لعملة سنت الفولاذ الصادرة عام ١٩٤٣  بعض هذه العملات المعدنية لها وزن مختلف قليلًا، وبالتالي، فإن قطعها المعدنية الفارغة صُنعت خصيصًا لهذه الفئة الأجنبية.
| سنة  | ضرب النقود | ملحوظات |
| ---- | ---------- | ------- |
| 1944 | 25,000,000 |         |